# Guanare
Guanare este capitala statului Portuguesa, un oraș din Venezuela, cu peste 200.000 locuitori, fondat în 1591.  